# (9391) Slee
(9391) Slee est un astéroïde de la ceinture principale.

## Description
(9391) Slee est un astéroïde de la ceinture principale. Il fut découvert le 14 août 1994 à Siding Spring par Robert H. McNaught. Il présente une orbite caractérisée par un demi-grand axe de 2,75 UA, une excentricité de 0,31 et une inclinaison de 12,0° par rapport à l'écliptique.

## Compléments